# Johan Eenberg
Johan Eenberg, död 15 maj 1709 i Uppsala, var en svensk filosof och topografisk författare.
Johan Eenberg härstammade från Dalarna och troligen från ovansiljanstrakten. I ungdomen tjänstgjorde han som vicarius vid skolan i Mora. Han dokumenterade dalmålet i två artiklar Kort proof af dahlske språket... (1693) och Kort berättelse om dahlska språkets egenskaper... (1702), där han beskriver orsamål, älvdalska och moramål och jämför dessa med gotiska och isländska och därigenom försöker visa på dialekternas släktskap med dessa språk. De visar också att han måste haft god kännedom om dialekterna. 1678 blev han student vid Uppsala universitet, 1688 filosofie magister och vice bibliotekarie vid universitetsbiblioteket 1690. Genom de ständiga chefsbytena blev Eenberg den fasta punkten vid biblioteket och upprättade 1695 en ny katalog över innehållet utifrån ett klassifikationssystem av Elias Obrecht. 1701 blev han filosofie adjunkt och 1704 professor i praktisk filosofi. Som professor utgav han ett tjugotal disputationer. Mest känd är han dock för Kort berättelse af de märkwärdigste saker... (1704) som innehöll en beskrivning av Uppsala stad och Stadsbranden i Uppsala 1702.